# Konstantin II. Gruzijski
Konstantin II. Gruzijski (gruz. კონსტანტინე II; oko 1447. – 1505.), iz dinastije Bagrationi, bio je kralj Gruzije u razdoblju od 1478. do 1505. godine. Početkom 1490.- ih morao je priznati neovisnost Imeretije i Kahetije i ograničiti svoju moć samo na Kartliju. Godine 1505. Konstantin II je umro, a naslijedio ga je njegov sin David X.

## Život
Konstantin II. je sin princa Dmitra. Godine 1465., zajedno sa svojim ujakom, gruzijskim kraljem Đurom VIII., Konstantina je zarobio Kvarkvare II. Džakeli, atabeg Meshetije, kneževina na jugu Gruzije. Uspio je pobjeći iz zarobljeništva, ali je neuspješno pokušao iskoristiti odsutnost Bagrata VI., koji je bio u pohodu na Kartliju, da zauzme glavni grad Imeretije, Kutaisi. Unatoč neuspjehu, smatrao se kraljem, a kasnije je preuzeo vlast u Kartliji. Međutim, tek je Bagratovom smrću 1478. godine Konstantin uspio svrgnuti svog sina Aleksandra II. i postati kraljem Gruzije, iako je Gruzija već bila usitnjena i podijeljena u prethodnom građanskom ratu. Godine 1483. porazio ga je Kvarkvar II. u bitci kod Aradetija. Aleksandar je iskoristio svoj poraz i preuzeo vlast u Imeretiji, ali je glavni grad Kutaisi izgubio 1484. godine povratkom Konstantina. Zimi 1488. godine, Turkmeni Ak Koyunlua pod vodstvom Halil Bega napali su glavni grad Gruzije Tbilisi i osvojili grad tijekom duge opsade u veljači 1489. godine. Iako je opsada grada trajala dugo, Aleksandar je odmah iskoristio situaciju i preuzeo vlast nad Kutaisijem i Imeretijom. Od 1490. do 1493. godine Konstantin je bio prisiljen da de jure prizna svoje rođake Aleksandra I. od Kahetije i Aleksandra II. od Imeretije kao neovisne vladare, te osigurati značajnu autonomiju Kvarkvaru II. Konstantinu je ostala vlast nad Kartlijom. Tako je tijekom 15. stoljeća Gruzija podijeljena na tri neovisna kraljevstva: Kartliju, Kahetiju i Imeretiju, te pet autonomnih kneževina (Samche, Mingreliju, Guriju, Abhaziju i Svanetiju).
Između 1492. i 1496. godine, Konstantin je pokušao dobiti međunarodnu potporu u ponovnom ujedinjenju kraljevstva i obrani od sve agresivnijih muslimanskih carstava Osmanlija i Safavida. U tu su svrhu gruzijski veleposlanici poslani egipatskom sultanu Burji Qaitbayu, a također papi Aleksandru VI. i Izabelli I. Kastiljskoj. Veleposlanstva su se, međutim, pokazala besplodnima.
Nakon smrti Kvarkvara II., na vlast je došao njegov sin Kaihostro I, a samo dvije godine nakon dolaska na prijestolje kneževine Samchet, naslijedio ga je brat Mzečabuk. Istodobno su iranski Safavidi, predvođeni novim šahom Ismailom I-, napali Širvan. Iste godine Ismail I. prisilio je Konstantina, zajedno s kraljem Aleksandrom II., da napadne osmanske posjede u blizini Tabriza. Iz predostrožnosti je Ismail poslao Aleksandrovog sina Dmitra u novoosvojenu regiju Širvan, gdje je princ pregovarao o uvjetima mira. Ismail je obećao Konstantinu, nakon što je Tabriz bio osvojen, da će ukinuti porez koji je Konstantin plaćao Turkmenima Ak Koyunlua. Svi gruzijski vladari dali su 3 000 vojnika u Ismailovu postojeću vojsku od 7 000, a 1503. pomogli su mu da povrati Nahičvana od Osmanlija. Međutim, Ismail I. prekršio je njegovo obećanje, a Kartlija i Kahetija postale su njegovi vazali. 

## Smrt
Konstantin II. je umro 1505. godine, ostavivši prijestolje svom sinu, Davidu X. Kao što pokazuju preživjeli crkveni zapisi, možda je abdicirao s prijestolja i povukao se u samostan pod imenom Ćiril 1503. ili 1504.

## Djeca
Konstantin II. bio je oženjen s Tamar i s njom je imao jedanaestero djece:
- David X. od Kartlije
- Đuro IX. od Kartlije
- Bagrat I. Muhrani
- Dmitar
- Vahtang
- Aleksandar
- Melkisedek II., katolikos Gruzije
- Targamos
- Gulšar
- Astandar
- Marta